# Part-Time Love
"Part-Time Love" er en sang af den britiske sangeren Elton John fra albummet A Single Man (1978). Sangen blev udgivet som albummets første single den 4. oktober 1978 i Storbritannien og den 11. december 1978 i USA.
Sangen er betragtes som en af de mest populære singler Elton John og Gary Osborne skrev sammen. Mens A-siden blev skrevet af Gary Osborne, blev B-siden "I Cry at Night" skrevet af Bernie Taupin. Singlen nåede nummer 15 i Storbritannien og toppede lige uden for Top 20 i USA.

## Musikere
- Elton John – piano, vokal
- Tim Renwick – guitar
- Clive Franks – basguitar
- Steve Holly – tromme
- Ray Cooper – percussion
- Vicki Brown – baggrundsvokal
- Joanne Stone – baggrundsvokal
- Stevie Lange – baggrundsvokal
- Gary Osborne – baggrundsvokal
- Chris Thompson – baggrundsvokal
- Davey Johnstone – baggrundsvokal, guitar
- Paul Buckmaster – orkestrale arrangement